# Charles Daniels
Charles Meldrum Daniels (Dayton, 1885. március 24. – Carmel Valley Village, 1973. augusztus 9.) olimpiai bajnok amerikai úszó.